# Mošeja Sayede Aishe
Mošeja Sayede Aishe je mošeja v Kairu v Egiptu, kjer se nahaja mavzolej Sayede Aishe, hčerke Ja'farja al-Sadiqa in sestre Muse al-Kadhima.